# CS-23
La CS-23 (Abreviatura de Especificaciones de Certificación 23) es aplicable a los siguientes tipos de aeronaves:
- Aviones normales, utilitarios o acrobáticos con un máximo de 9 Asientos (sin piloto/s) y un peso máximo al despegue de 5670 kg.
- Aviones de transporte regional, con un máximo de 19 personas (sin piloto/s) y un peso máximo al despegue de 8618 kg.

La categoría de la aeronave depende del tipo de maniobras que puede realizar, siendo las categorías normal y de transporte regional las más restrictivas y la categoría de aviones acrobáticos la más permisiva en lo que a maniobras se refiere. 